# Unione Sportiva Renato Serra 1934-1935
Questa pagina raccoglie i dati riguardanti l'Unione Sportiva Renato Serra nelle competizioni ufficiali della stagione 1934-1935.

## Rosa
| N. |                   | Ruolo | Calciatore     |
| -- | ----------------- | ----- | -------------- |
|    | Italia (bandiera) | A     | Alpini         |
|    | Italia (bandiera) | D     | Carlo Balzani  |
|    | Italia (bandiera) | C     | Boari          |
|    | Italia (bandiera) | D     | Bocchini       |
|    | Italia (bandiera) | D     | Adelfo Benuzzi |
|    | Italia (bandiera) | P     | Briganti       |
|    | Italia (bandiera) | C     | Fagioli        |
|    | Italia (bandiera) | P     | Foschi         |
|    | Italia (bandiera) | D     | Lino Ghinassi  |

| N. |                   | Ruolo | Calciatore          |
| -- | ----------------- | ----- | ------------------- |
|    | Italia (bandiera) | C     | Giuseppe Mazzoli    |
|    | Italia (bandiera) | A     | Arnaldo Pantani (I) |
|    | Italia (bandiera) | C     | Mario Pantani (II)  |
|    | Italia (bandiera) | C     | Giovanni Ponzi      |
|    | Italia (bandiera) | C     | Vittorio Pozzi      |
|    | Italia (bandiera) | A     | Giovanni Ravasi     |
|    | Italia (bandiera) | A     | Silvestro           |
|    | Italia (bandiera) | A     | Zoni                |